# Enrique Ruiz Guiñazú

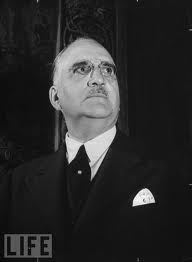
Enrique Ruiz Guiñazú

Enrique Ruiz Guiñazú (* 1882 in Buenos Aires; † 1967) war ein argentinischer Politiker und Diplomat.

## Leben
Guiñazú studierte Sozial- und Rechtswissenschaften an der Universidad de Buenos Aires und war dort von 1912 bis 1930 Dozent. Von 1924 bis 1930 war er Dozent an der Universidad Nacional de La Plata.
1930 trat er in den diplomatischen Dienst ein. Ende Mai 1941 machte Enrique Ruiz Guiñazú einen Staatsbesuch in den USA zur Verhandlung eines Handelsabkommens und wurde von Cordell Hull empfangen. Im Anschluss daran war er unter Ramón Castillo vom 13. Juni 1941 bis 4. Juni 1943 argentinischer Außenminister.
Am 3. Oktober 1939 fand die Inter-American Neutrality Conference der OAS statt,
Auf der Konferenz wurde ein Cordon sanitaire, genannt „neutrality belt“, von 300 Meilen vor dem amerikanischen Kontinent definiert und das Inter-American Neutrality Committee gebildet. Das Komitee tagte vom 15. Januar 1940 bis 31. Mai 1940 in Havanna.
Es wurden Arbeitsgruppen zu den Themen
- Protection of the western Hemisphere
- The study of the measures necessary to curb the activities of foreign aliens
- The measures which might be undertaken by the American Republics in the reconstruction of the world order

gebildet.
Vom 15. bis 28. Januar 1942, nach dem Kriegseintritt der USA, traf sich das Komitee in Rio de Janeiro und gründete das Inter-American Defense Board.
Enrique Ruiz Guiñazú verfolgte auf dieser Konferenz weiter eine Politik der Neutralität Argentiniens. Enrique Ruiz Guiñazús Entsendung nach Spanien war Folge eines Putsches von Arturo Rawson. Seine Tochter Magdalena Ruiz Guiñazú ist Journalistin.
| Vorgänger              | Amt                                                                       | Nachfolger                     |
| ---------------------- | ------------------------------------------------------------------------- | ------------------------------ |
| José María Cantilo     | Argentinischer Botschafter in Bern 1931–1932                              | Carlos Brebbia                 |
| —                      | Argentinischer Botschafter beim Völkerbund 23. Juli 1931 – 25. April 1939 | Rodolfo Freyre y García Vieyra |
| Carlos de Estrada      | Liste der argentinischen Botschafter beim Heiligen Stuhl 1938–1941        | José Manuel Llobet             |
| Guillermo Rothe        | Argentinischer Außenminister 13 Juni 1941 bis 4. Juni 1943                | Pedro Groppo                   |
| Alberto Palacios Costa | Argentinischer Botschafter in Spanien 1943–1944                           | Raúl de Labougle Carranza      |